# Championnats d'Europe de natation en petit bassin
Les Championnats d'Europe de natation en petit bassin sont une compétition de natation sportive organisée annuellement par la Ligue européenne de natation, l'association régissant les sports aquatiques en Europe. Habituellement organisés sur quatre jours au mois de décembre, ils se déroulent dans un bassin de 25 m de longueur contrairement aux épreuves de natation disputées tous les deux ans lors des Championnats d'Europe de natation qui sont nagées en bassin de 50 m. L'appellation Championnats d'Europe de sprint de natation désignait cette compétition jusqu'en 1996.

## Épreuves
Jusqu'en 2011, 38 épreuves, 19 masculines et 19 féminines, sont disputées lors des championnats d'Europe en petit bassin :
- Brasse : 50, 100 et 200 m.
- Dos : 50, 100 et 200 m.
- Nage libre : 50, 100, 200, 400, 800 (femmes) et 1 500 (hommes) m.
- Papillon : 50, 100 et 200 m.
- Quatre nages : 100, 200 et 400 m.
- Relais : 4 × 50 m nage libre, 4 × 50 m quatre nages.

À partir de 2012, deux relais mixtes 4 × 50 m nage libre, 4 × 50 m quatre nages sont ajoutées à la programmation.

## Éditions
| Année | Ville hôte    | Pays            | Dates                     | Meilleure nation* |
| ----- | ------------- | --------------- | ------------------------- | ----------------- |
| 1991  | Gelsenkirchen | Allemagne       | 6 décembre - 8 décembre   | Allemagne         |
| 1992  | Espoo         | Finlande        | 21 décembre - 22 décembre | Allemagne         |
| 1993  | Gateshead     | Royaume-Uni     | 11 novembre - 13 novembre | Allemagne         |
| 1994  | Stavanger     | Norvège         | 3 décembre - 4 décembre   | Allemagne         |
| 1996  | Rostock       | Allemagne (2)   | 13 décembre - 15 décembre | Allemagne         |
| 1998  | Sheffield     | Royaume-Uni (2) | 11 décembre - 13 décembre | Allemagne         |
| 1999  | Lisbonne      | Portugal        | 9 décembre - 12 décembre  | Suède             |
| 2000  | Valence       | Espagne         | 14 décembre - 17 décembre | Suède             |
| 2001  | Anvers        | Belgique        | 13 décembre - 16 décembre | Allemagne         |
| 2002  | Riesa         | Allemagne (3)   | 12 décembre - 15 décembre | Allemagne         |
| 2003  | Dublin        | Irlande         | 11 décembre - 14 décembre | Allemagne         |
| 2004  | Vienne        | Autriche        | 9 décembre - 12 décembre  | Allemagne         |
| 2005  | Trieste       | Italie          | 8 décembre - 11 décembre  | Allemagne         |
| 2006  | Helsinki      | Finlande (2)    | 7 décembre - 10 décembre  | Allemagne         |
| 2007  | Debrecen      | Hongrie         | 13 décembre - 16 décembre | Allemagne         |
| 2008  | Rijeka        | Croatie         | 11 décembre - 14 décembre | Russie            |
| 2009  | Istanbul      | Turquie         | 10 décembre - 13 décembre | Pays-Bas          |
| 2010  | Eindhoven     | Pays-Bas        | 25 novembre - 28 novembre | Allemagne         |
| 2011  | Szczecin      | Pologne         | 8 décembre - 11 décembre  | Allemagne         |
| 2012  | Chartres      | France          | 22 novembre - 25 novembre | France            |
| 2013  | Herning       | Danemark        | 12 décembre - 15 décembre | Russie            |
| 2015  | Netanya       | Israël          | 2 décembre - 6 décembre   | Hongrie           |
| 2017  | Copenhague    | Danemark (2)    | 13 décembre - 17 décembre | Russie            |
| 2019  | Glasgow       | Royaume-Uni (3) | 4 décembre - 8 décembre   | Russie            |
| 2021  | Kazan         | Russie          | 2 novembre - 7 novembre   | Russie            |
| 2023  | Otopeni       | Roumanie        | 5 décembre - 10 décembre  | Royaume-Uni       |

* Première nation au tableau des médailles.

## Tableau des médailles (1991-2023)
| Rang  | Nation               | Or  | Argent | Bronze | Total |
| ----- | -------------------- | --- | ------ | ------ | ----- |
| 1     | Allemagne            | 143 | 139    | 115    | 397   |
| 2     | Russie               | 100 | 81     | 86     | 267   |
| 3     | Pays-Bas             | 90  | 52     | 56     | 198   |
| 4     | Suède                | 85  | 67     | 46     | 198   |
| 5     | Italie               | 82  | 98     | 88     | 268   |
| 6     | Hongrie              | 68  | 42     | 34     | 144   |
| 7     | France               | 56  | 55     | 53     | 164   |
| 8     | Royaume-Uni          | 53  | 79     | 88     | 220   |
| 9     | Ukraine              | 39  | 32     | 30     | 101   |
| 10    | Pologne              | 35  | 31     | 29     | 95    |
| 11    | Danemark             | 21  | 41     | 37     | 99    |
| 12    | Espagne              | 20  | 25     | 25     | 70    |
| 13    | Slovaquie            | 19  | 7      | 7      | 33    |
| 14    | Slovénie             | 18  | 17     | 23     | 58    |
| 15    | Finlande             | 15  | 13     | 17     | 45    |
| 16    | Autriche             | 12  | 16     | 16     | 44    |
| 17    | Croatie              | 12  | 15     | 12     | 39    |
| 18    | Tchéquie             | 11  | 16     | 20     | 47    |
| 19    | Lituanie             | 8   | 8      | 10     | 26    |
| 20    | Biélorussie          | 7   | 11     | 23     | 41    |
| 21    | Suisse               | 7   | 9      | 9      | 25    |
| 22    | Serbie (1)           | 6   | 5      | 4      | 15    |
| 23    | Islande              | 6   | 3      | 4      | 13    |
| 24    | Grèce                | 4   | 5      | 14     | 23    |
| 25    | Norvège              | 3   | 9      | 16     | 28    |
| 26    | Belgique             | 3   | 7      | 10     | 20    |
| 27    | Union soviétique (2) | 3   | 2      | 2      | 7     |
| 28    | Irlande              | 3   | 1      | 9      | 13    |
| 29    | Estonie              | 1   | 8      | 6      | 15    |
| 30    | Israël               | 1   | 5      | 11     | 17    |
| 31    | Roumanie             | 1   | 4      | 10     | 15    |
| 32    | Turquie              | 1   | 3      | 5      | 9     |
| 33    | Bulgarie             | 1   | 0      | 3      | 4     |
| 34    | Portugal             | 0   | 1      | 3      | 4     |
| 35    | Îles Féroé           | 0   | 1      | 0      | 1     |
| 36    | Bosnie-Herzégovine   | 0   | 0      | 1      | 1     |
| 36    | Liechtenstein        | 0   | 0      | 1      | 1     |
| TOTAL | TOTAL                | 934 | 908    | 923    | 2 765 |

(1) Inclut les résultats de Serbie-et-Monténégro.

(2) L'URSS est un ancien pays (édition 1991)

## Records des championnats

### Hommes
| Épreuve               | Temps          | Nageur(s)                                                                  | Édition         | Information |
| Nage libre            | Nage libre     | Nage libre                                                                 | Nage libre      | Nage libre  |
| --------------------- | -------------- | -------------------------------------------------------------------------- | --------------- | ----------- |
| 50 m                  | 20 s 31        | Vladimir Morozov (RUS)                                                     | Copenhague 2017 |             |
| 100 m                 | 44 s 94        | Amaury Leveaux (FRA)                                                       | Rijeka 2008     | Actuel RM   |
| 200 m                 | 1 min 39 s 81  | Paul Biedermann (GER)                                                      | Istanbul 2009   |             |
| 400 m                 | 3 min 34 s 55  | Paul Biedermann (GER)                                                      | Istanbul 2009   |             |
| 1 500 m               | 14 min 08 s 06 | Gregorio Paltrinieri (ITA)                                                 | Netanya 2015    | Actuel RM   |
| Dos                   |                |                                                                            |                 |             |
| 50 m                  | 22 s 74        | Stanislav Donets (RUS)                                                     | Eindhoven 2010  |             |
| 100 m                 | 48 s 97        | Stanislav Donets (RUS) Arkady Vyatchanin (RUS)                             | Istanbul 2009   |             |
| 200 m                 | 1 min 48 s 02  | Kliment Kolesnikov (RUS)                                                   | Copenhague 2017 |             |
| Brasse                |                |                                                                            |                 |             |
| 50 m                  | 25 s 62        | Fabio Scozzoli (ITA)                                                       | Copenhague 2017 | Actuel RE   |
| 100 m                 | 55 s 94        | Adam Peaty (GBR)                                                           | Copenhague 2017 | Actuel RE   |
| 200 m                 | 2 min 0 s 53   | Marco Koch (GER)                                                           | Netanya 2015    |             |
| Papillon              |                |                                                                            |                 |             |
| 50 m                  | 22 s 07        | Johannes Dietrich (GER)                                                    | Istanbul 2009   |             |
| 100 m                 | 48 s 93        | Ievgueni Korotychkine (RUS)                                                | Istanbul 2009   |             |
| 200 m                 | 1 min 49 s 00  | László Cseh (HUN)                                                          | Netanya 2015    | Actuel RE   |
| Quatre nages          |                |                                                                            |                 |             |
| 100 m                 | 50 s 76        | Peter Mankoč (HUN)                                                         | Istanbul 2009   |             |
| 200 m                 | 1 min 51 s 36  | László Cseh (HUN)                                                          | Netanya 2015    | Actuel RE   |
| 400 m                 | 3 min 57 s 27  | László Cseh (HUN)                                                          | Istanbul 2009   | Actuel RM   |
| Relais                |                |                                                                            |                 |             |
| 4 × 50 m nage libre   | 1 min 20 s 77  | France Alain Bernard Fabien Gilot Amaury Leveaux Frédérick Bousquet        | Rijeka 2008     | Actuel RM   |
| 4 × 50 m quatre nages | 1 min 30 s 44  | Russie Kliment Kolesnikov Kirill Prigoda Aleksandr Popkov Vladimir Morozov | Copenhague 2017 | Actuel RM   |

### Femmes
| Épreuve               | Temps         | Nageuse(s)                                                                   | Édition         | Information |
| Nage libre            | Nage libre    | Nage libre                                                                   | Nage libre      | Nage libre  |
| --------------------- | ------------- | ---------------------------------------------------------------------------- | --------------- | ----------- |
| 50 m                  | 23 s 30       | Sarah Sjöström (SWE)                                                         | Copenhague 2017 |             |
| 100 m                 | 50 s 95       | Ranomi Kromowidjojo (NED)                                                    | Copenhague 2017 |             |
| 200 m                 | 1 min 51 s 17 | Federica Pellegrini (ITA)                                                    | Istanbul 2009   |             |
| 400 m                 | 3 min 54 s 85 | Camille Muffat (FRA)                                                         | Chartres 2012   |             |
| 800 m                 | 8 min 4 s 53  | Alessia Filippi (ITA)                                                        | Rijeka 2008     |             |
| Dos                   |               |                                                                              |                 |             |
| 50 m                  | 25 s 70       | Sanja Jovanović (CRO)                                                        | Istanbul 2009   | Actuel RE   |
| 100 m                 | 55 s 42       | Katinka Hosszú (HUN)                                                         | Netanya 2015    |             |
| 200 m                 | 1 min 59 s 84 | Katinka Hosszú (HUN)                                                         | Netanya 2015    |             |
| Brasse                |               |                                                                              |                 |             |
| 50 m                  | 29 s 10       | Rūta Meilutytė (LTU)                                                         | Herning 2013    |             |
| 100 m                 | 1 min 2 s 92  | Rūta Meilutytė (LTU)                                                         | Herning 2013    |             |
| 200 m                 | 2 min 15 s 21 | Rikke Møller Pedersen (DEN)                                                  | Herning 2013    | Actuel RE   |
| Papillon              |               |                                                                              |                 |             |
| 50 m                  | 24 s 58       | Sarah Sjöström (SWE)                                                         | Netanya 2015    |             |
| 100 m                 | 55 s 00       | Sarah Sjöström (SWE)                                                         | Copenhague 2017 |             |
| 200 m                 | 2 min 1 s 52  | Mireia Belmonte (ESP)                                                        | Herning 2013    |             |
| Quatre nages          |               |                                                                              |                 |             |
| 100 m                 | 56 s 67       | Katinka Hosszú (HUN)                                                         | Netanya 2015    |             |
| 200 m                 | 2 min 2 s 53  | Katinka Hosszú (HUN)                                                         | Netanya 2015    |             |
| 400 m                 | 4 min 19 s 46 | Katinka Hosszú (HUN)                                                         | Netanya 2015    |             |
| Relais                |               |                                                                              |                 |             |
| 4 × 50 m nage libre   | 1 min 33 s 25 | Pays-Bas Inge Dekker Hinkelien Schreuder Saskia de Jonge Ranomi Kromowidjojo | Istanbul 2009   | Actuel RM   |
| 4 × 50 m quatre nages | 1 min 42 s 69 | Pays-Bas Hinkelien Schreuder Moniek Nijhuis Inge Dekker Ranomi Kromowidjojo  | Istanbul 2009   | Actuel RM   |

### Mixte
| Épreuve               | Temps         | Nageurs / Nageuses                                                        | Édition         | Information |
| Relais                | Relais        | Relais                                                                    | Relais          | Relais      |
| --------------------- | ------------- | ------------------------------------------------------------------------- | --------------- | ----------- |
| 4 × 50 m nage libre   | 1 min 28 s 39 | Pays-Bas Nyls Korstanje Kyle Stolk Ranomi Kromowidjojo Femke Heemskerk    | Copenhague 2017 | Actuel RM   |
| 4 × 50 m quatre nages | 1 min 37 s 71 | Pays-Bas Kira Toussaint Arno Kamminga Joeri Verlinden Ranomi Kromowidjojo | Copenhague 2017 |             |